# Azuqueca de Henares
Azuqueca de Henares és un municipi de la província de Guadalajara, a la comunitat autònoma de Castella la Manxa, situat al corredor industrial del riu Henares.

## Administració
| Període      | Nom de l'alcalde/-essa                                     | Partit polític | Data de possessió |
| ------------ | ---------------------------------------------------------- | -------------- | ----------------- |
| 1979 - 1983  | Florentino García Bonilla                                  | PCE            | 19/04/1979        |
| 1983 - 1987  | Florentino García Bonilla                                  | PCE            | 28/05/1983        |
| 1987 - 1991  | Florentino García Bonilla                                  | IU             | 30/06/1987        |
| 1991 - 1995  | Florentino García Bonilla                                  | IU             | 15/06/1991        |
| 1995 - 1999  | Florentino García Bonilla                                  | IU             | 17/06/1995        |
| 1999 - 2003  | Florentino García Bonilla                                  | PSOE           | 03/07/1999        |
| 2003 - 2007  | Florentino García Bonilla                                  | PSOE           | 14/06/2003        |
| 2007 - 2011  | José Luis Moraga (2007), Pablo Bellido Acevedo (2007-2011) | PP, PSOE       | 16/06/2007        |
| 2011 - 2015  | Pablo Bellido Acevedo                                      | PSOE           | 11/06/2011        |
| 2015 - 2019  | José Luis Blanco Moreno                                    | PSOE           | 13/06/2015        |
| 2019 - 2023  | José Luis Blanco Moreno                                    | PSOE           | 15/06/2019        |
| Des del 2023 | n/d                                                        | n/d            | 17/06/2023        |

## Demografia
| 250 | 215 | 300 | 292 | 476 | 499 | 740 | 588 | 1.613 | 4.566 | 7.617 | 9.727 | 12.900 | 16.500 | 19.491 | 22.252 | 29.540 |